# غي غي بيرسون
غي غي بيرسون (بالإنجليزية: Ge Ge Pearson)‏ هي ممثلة أمريكية، ولدت في 19 أبريل 1917 في مدينة سولت ليك في الولايات المتحدة، وتوفيت في 19 يونيو 1975 في سانتا مونيكا في الولايات المتحدة.

## وصلات خارجية
- غي غي بيرسون على موقع IMDb (الإنجليزية)
- غي غي بيرسون على موقع ديسكوغز (الإنجليزية)
- غي غي بيرسون على موقع قاعدة بيانات الفيلم (الإنجليزية)